# پیلتزین تکوتلی

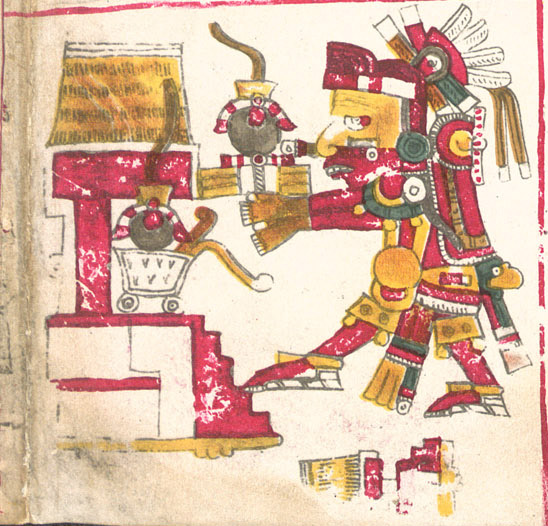
پیلتزین تکوتلی

پیلتزین تکوتلی، در اسطوره‌شناسی آزتک، ایزد بالا آمدن و طلوع خورشید، و ایزد شفا و بهبودی بود. وی همچنین در همراهی با تونیشیا (ایزد خورشید)، ایزد رؤیا و خیال یا ایزد منظره و چشم‌انداز نیز، محسوب می‌شد. نام پیلتزین تکوتلی در زبان آزتکها به معنای «شاهزادهٔ جوان» بود. گرچه این نام ممکن است در واقع نام دیگری برای تونیشیا باشد، اما این که نام پیلتزین تکوتلی به عنوان نامی برای یک فرد احتمالاً منحصربه‌فرد، که شوهر شوچیکتسال می‌باشد، ذکر شده‌است، احتمال انطباق او بر تونیشیا را ضعیف جلوه می‌دهد.
پیلتزین تکوتلی، پروردگار یا ارباب سومین ساعت شب بود. پیلتزین تکوتلی همچنین فرزند اوشوموکو و سیپاکتونال، ایزدان زوج و اولین زن و مرد آفریده شده محسوب می‌شد و به وی به عنوان محافظت‌کنندهٔ اطفال و کودکان نگاه می‌شد. پیلتزین تکوتلی به نام خورشید جوانی نیز خوانده می‌شد. و همچنین با عناوین و اسامی همچون «هفت گُل» نیز شناخته می‌گردید. وی همچنین خدای گیاهان توهمزا، و از جمله قارچهای توهم زا بود. وی را پدر سین تئوتل، در نظر می‌گیرند، یعنی همان خدایی که به منظور یاری رسانی به فرایند بارور شدن گیاهان، قربانی شد.